# Епархия Канелонеса
Епархия Канелонеса (лат. Dioecesis Canalopolitana ) — епархия Римско-Католической Церкви с центром в городе Канелонес, Уругвай. Епархия Канелонеса распространяет свою юрисдикцию на департамент Канелонес. Епархия Канелонеса входит в митрополию Монтевидео. Кафедральным собором епархии Канелонеса является церковь Пресвятой Девы Марии Гваделупской в городе Канелонес.

## История
25 ноября 1961 года Римский папа Иоанн XXIII издал буллу «Peramplas partire», которой учредил епархию Канелонеса, выделив её из епархии Сан-Хосе-де-Майо.

## Ординарии епархии
- епископ Orestes Santiago Nuti Sanguinetti SDB[1] (2.01.1962 — 25.10.1994);
- епископ Orlando Romero Cabrera (25.10.1994 — 23.02.2010);
- епископ Alberto Sanguinetti Montero (23.02.2010 — по настоящее время).

## Источник
- Annuario Pontificio, Libreria Editrice Vaticana, Città del Vaticano, 2003, ISBN 88-209-7422-3
- Булла Peramplas partire, AAS 54 (1962), стр. 694 (лат.)